# Citi Open 2017 - Doppio femminile
Monica Niculescu e Yanina Wickmayer erano le detentrici del titolo, ma Wickmayer ha deciso di non prendere parte alla competizione. Niculescu ha fatto coppia con Sania Mirza, perdendo in semifinale contro Eugenie Bouchard e Sloane Stephens.
In finale Shūko Aoyama e Renata Voráčová hanno sconfitto Bouchard e Stephens con il punteggio di 6-3, 6-2.

## Teste di serie
La prima testa di serie ha ricevuto un bye per il secondo turno.
1. Sania Mirza /  Monica Niculescu (semifinale)
2. Shūko Aoyama /  Renata Voráčová (campionesse)

1. Mariana Duque Mariño /  María Irigoyen (primo turno)
2. Valentini Grammatikopoulou /  Nao Hibino (primo turno)

## Wildcard
1. Skylar Morton /  Alana Smith (primo turno)

## Tabellone

### Legenda
| - Q = Qualificato - WC = Wild card - LL = Lucky loser | - ALT = Alternate - SE = Special Exempt - PR = Protected Ranking | - w/o = Walkover - r = Ritirato - d = Squalificato |

|  | Primo turno            | Primo turno                 | Primo turno            | Primo turno | Primo turno |  |  | Quarti di finale      | Quarti di finale      | Quarti di finale      | Quarti di finale      | Quarti di finale    |   |      | Semifinali | Semifinali            | Semifinali            | Semifinali          | Semifinali          |   |   | Finale | Finale | Finale | Finale | Finale |  |
|  |                        |                             |                        |             |             |  |  |                       |                       |                       |                       |                     |   |      |            |                       |                       |                     |                     |   |   |        |        |        |        |        |  |
|  |                        |                             |                        |             |             |  |  |                       |                       |                       |                       |                     |   |      |            |                       |                       |                     |                     |   |   |        |        |        |        |        |  |
|  |                        |                             |                        |             |             |  |  | 1                     | S Mirza M Niculescu   | S Mirza M Niculescu   | 6                     | 6                   |   |      |            |                       |                       |                     |                     |   |   |        |        |        |        |        |  |
|  | J Loeb A Weinhold      | J Loeb A Weinhold           | 6                      | 2           |             |  |  |                       | J Loeb A Weinhold     | J Loeb A Weinhold     | 3                     | 2                   |   |      |            |                       |                       |                     |                     |   |   |        |        |        |        |        |  |
|  | C Ewijk R van der Hoek | C Ewijk R van der Hoek      | 2                      | 0           | r           |  |  |                       |                       |                       |                       |                     |   |      | 1          | S Mirza M Niculescu   | 6                     | 5                   | [8]                 |   |   |        |        |        |        |        |  |
|  | 3                      | M Duque Mariño M Irigoyen   | 6                      | 3           | [6]         |  |  |                       |                       |                       | E Bouchard S Stephens | 1                   | 7 | [10] |            |                       |                       |                     |                     |   |   |        |        |        |        |        |  |
|  |                        | E Bouchard S Stephens       | 2                      | 6           | [10]        |  |  | E Bouchard S Stephens | E Bouchard S Stephens | 6                     | 1                     |                     |   |      |            |                       |                       |                     |                     |   |   |        |        |        |        |        |  |
|  | WC                     | S Morton A Smith            | S Morton A Smith       | 1           | 4           |  |  | N Abduraimova PM Tig  | N Abduraimova PM Tig  | 2                     | 0                     | r                   |   |      |            |                       |                       |                     |                     |   |   |        |        |        |        |        |  |
|  |                        | N Abduraimova PM Tig        | N Abduraimova PM Tig   | 6           | 6           |  |  |                       |                       |                       |                       |                     |   |      |            | E Bouchard S Stephens | E Bouchard S Stephens | 3                   | 2                   |   |   |        |        |        |        |        |  |
|  | B Andreescu L Chirico  | B Andreescu L Chirico       | B Andreescu L Chirico  | 6           | 7           |  |  |                       |                       |                       |                       |                     |   |      |            |                       | 2                     | S Aoyama R Voráčová | S Aoyama R Voráčová | 6 | 6 |        |        |        |        |        |  |
|  | K Christian D Krawczyk | K Christian D Krawczyk      | K Christian D Krawczyk | 3           | 65          |  |  | B Andreescu L Chirico | B Andreescu L Chirico | B Andreescu L Chirico | 6(1)                  | 3                   |   |      |            |                       |                       |                     |                     |   |   |        |        |        |        |        |  |
|  |                        | J Moore J Rae               | 6                      | 6           | [10]        |  |  | J Moore J Rae         | J Moore J Rae         | J Moore J Rae         | 7                     | 6                   |   |      |            |                       |                       |                     |                     |   |   |        |        |        |        |        |  |
|  | 4                      | V Grammatikopoulou N Hibino | 3                      | 7           | [6]         |  |  |                       |                       |                       |                       |                     |   |      |            | J Moore J Rae         | J Moore J Rae         | 2                   | 4                   |   |   |        |        |        |        |        |  |
|  | S Lisicki K Mladenovic | S Lisicki K Mladenovic      | S Lisicki K Mladenovic | 6(1)        | 1           |  |  |                       |                       | 2                     | S Aoyama R Voráčová   | S Aoyama R Voráčová | 6 | 6    |            |                       |                       |                     |                     |   |   |        |        |        |        |        |  |
|  | C Lister Jia Lu        | C Lister Jia Lu             | C Lister Jia Lu        | 7           | 6           |  |  |                       | C Lister Jia Lu       | 3                     | 7                     | [5]                 |   |      |            |                       |                       |                     |                     |   |   |        |        |        |        |        |  |
|  |                        | S Chang A Mueller           | 6                      | 1           | [6]         |  |  | 2                     | S Aoyama R Voráčová   | 6                     | 5                     | [10]                |   |      |            |                       |                       |                     |                     |   |   |        |        |        |        |        |  |
|  | 2                      | S Aoyama R Voráčová         | 4                      | 6           | [10]        |  |  |                       |                       |                       |                       |                     |   |      |            |                       |                       |                     |                     |   |   |        |        |        |        |        |  |